# Mathieu Cafaro
Pour les articles homonymes, voir Cafaro.
Mathieu Cafaro, né le 25 mars 1997 à Saint-Doulchard (Cher), est un footballeur français. Il évolue actuellement au poste de milieu de terrain au Paris FC.

## Carrière

### Jeunesse et formation
Né à Saint-Doulchard dans le Cher, Mathieu Cafaro commence le football à l'ES Bourges Justices, avant de rejoindre Bourges 18,. Après être passé par l'IFR de Châteauroux, il rejoint en 2012 le centre de formation du Toulouse FC après avoir eu un « coup de foudre » en visitant les installations du club.
Il se fait remarquer par Alain Casanova, l'entraîneur de l'équipe professionnelle, lors d'un seizième de finale de Coupe Gambardella face à l'Olympique lyonnais. Il réalise un très bon match et est passeur décisif sur le seul but toulousain du match,.
Cette bonne performance lui a permis d'être convoqué pour participer à des entraînements avec le groupe professionnel, à partir de mars 2015,.
En octobre 2016, il signe son premier contrat professionnel avec le Téfécé,.

### Débuts professionnels à Toulouse (2015-2017)
Mathieu Cafaro fait ses débuts professionnels avec Toulouse le 10 septembre 2016 face à Bastia, à l'occasion de la quatrième journée de Ligue 1. Il entre en jeu à la 66e minute et remplace Jessy Pi.
Le 3 avril 2017, Toulouse le licencie en compagnie d'Odsonne Édouard. Il aurait notamment tiré et blessé à l'oreille un passant de 58 ans qui se promenait avenue Frizac, dans le quartier toulousain du Busca, avec un airsoft gun. De prime abord, seul Édouard, alors prêté par le Paris Saint-Germain, avait été licencié mais il se trouva que Cafaro se trouvait également dans la voiture. Il admet plus tard avoir tiré avec la réplique de fusil à pompe à air comprimé avant de se rétracter, indiquant n'avoir été que présent dans le véhicule d'Édouard. Le passant indique lui « qu'une seule personne, de type antillais et âgé de 20 à 25 ans, se trouvait dans la voiture ».
Le 13 juin, le tribunal condamne Odsonne Édouard à quatre mois de prison avec sursis, jugement confirmé en appel en juin 2018, ainsi que 10 000 € d'amendes et le paiement de dommages et intérêts non connus au passant. Le jugement est définitif, le joueur ne se pourvoyant pas en cassation.

### Révélation à Reims (2017-2022)
Cafaro signe ensuite au Stade de Reims et gagne la Ligue 2 2017-2018, permettant au club de revenir en Ligue 1 pour la saison 2018-2019. Durant sa première saison à Reims, il ne joue quasiment pas. Son entraîneur David Guion commence à lui faire confiance à partir de la saison suivante. Il est régulièrement titulaire et fait une très bonne saison en inscrivant sept buts et en délivrant quatre passes décisives en 34 matchs. Son temps de jeu se réduit toutefois lors des saisons suivantes.
Peu utilisé par l'entraîneur rémois, Óscar García, il décide de quitter le club durant la saison 2021-2022.

### Départ raté en Belgique au Standard de Liège (2022)
Lors du mercato d'hiver 2022, il quitte la France pour rejoindre le championnat de Belgique et le Standard de Liège où il paraphe un contrat pour trois saisons et demie chez les Rouches.
Il est aligné dès le 16 janvier contre le RSC Anderlecht (1-1) et inscrit son premier but sous ses nouvelles couleurs contre le Club Bruges la semaine suivante (2-2).
Le nouvel entraîneur du Standard de Liège, le Norvégien Ronny Deila, ne semble pas lui faire confiance, ce qui a motivé son départ de Belgique.

### Retour en France à l'AS Saint-Étienne (2022-2025)
En juillet 2022, il rejoint l'AS Saint-Étienne, qui vient de descendre en Ligue 2, dans le cadre d'un prêt d'une saison, avec option d'achat. Il  joue son premier match en vert lors de la première journée de L2 face au Dijon FCO. Il est titulaire et son équipe s'incline deux buts à un. Il inscrit son premier but avec l'ASSE deux semaines plus tard face à l'US Quevilly Rouen. Le 5 juin 2023, l’AS Saint-Étienne satisfait de la saison accomplie lève l’option d’achat à la suite du prêt et le transfère.
Pour sa deuxième saison en vert, le club termine à la troisième place du championnat synonyme de barrage d'accession. Après une victoire deux buts à zéro contre le Rodez AF, c'est face au FC Metz que les verts doivent obtenir leur billet pour la montée et Mathieu Cafaro titulaire à l'aller offre deux passes décisives pour Ibrahim Sissoko et Irvin Cardona pour sceller la victoire deux buts à un avant d'aller chercher un nul au match retour.

### Paris FC (2025-)
Durant le mercato hivernal de février 2025, il s'engage pour 2 ans et demi au Paris FC. En fin de saison, le club est vice-champion de Ligue 2. C'est la troisième fois de sa carrière que Cafaro fait monter un club en Ligue 1 après le Stade de Reims en 2018 et l'AS Saint-Etienne en 2024.

## Statistiques
| Saison                | Club                    | Championnat           | Championnat | Championnat | Championnat | Coupe nationale | Coupe nationale | Coupe nationale | Coupe de la Ligue | Coupe de la Ligue | Coupe de la Ligue | Compétition(s) continentale(s) | Compétition(s) continentale(s) | Compétition(s) continentale(s) | Compétition(s) continentale(s) | Play-offs | Play-offs | Play-offs | Total | Total | Total |
| Saison                | Club                    | Division              | M.          | B.          | P.d.        | M.              | B.              | P.d.            | M.                | B.                | P.d.              | Comp.                          | M.                             | B.                             | P.d.                           | M.        | B.        | P.d.      | M.    | B.    | P.d.  |
| 2016-2017             | Toulouse FC             | Ligue 1               | 4           | 0           | 0           | -               | -               | -               | 1                 | 0                 | 0                 | -                              | -                              | -                              | -                              | -         | -         | -         | 5     | 0     | 0     |
| 2017-2018             | Stade de Reims          | Ligue 2               | 1           | 0           | 0           | 1               | 0               | 0               | -                 | -                 | -                 | -                              | -                              | -                              | -                              | -         | -         | -         | 2     | 0     | 0     |
| 2018-2019             | Stade de Reims          | Ligue 1               | 34          | 7           | 3           | 2               | 2               | 0               | -                 | -                 | -                 | -                              | -                              | -                              | -                              | -         | -         | -         | 36    | 9     | 3     |
| 2019-2020             | Stade de Reims          | Ligue 1               | 13          | 1           | 2           | 1               | 0               | 1               | 3                 | 1                 | 0                 | -                              | -                              | -                              | -                              | -         | -         | -         | 17    | 2     | 3     |
| 2020-2021             | Stade de Reims          | Ligue 1               | 31          | 4           | 2           | -               | -               | -               | -                 | -                 | -                 | C3                             | 1                              | 0                              | 0                              | -         | -         | -         | 32    | 4     | 2     |
| 2021-2022             | Stade de Reims          | Ligue 1               | 4           | 0           | 0           | -               | -               | -               | -                 | -                 | -                 | -                              | -                              | -                              | -                              | -         | -         | -         | 4     | 0     | 0     |
| Sous-total            | Sous-total              | Sous-total            | 83          | 12          | 7           | 4               | 2               | 1               | 3                 | 1                 | 0                 | -                              | 1                              | 0                              | 0                              | -         | -         | -         | 91    | 15    | 8     |
| 2021-2022             | Standard de Liège       | Division 1A           | 12          | 2           | 2           | -               | -               | -               | -                 | -                 | -                 | -                              | -                              | -                              | -                              | -         | -         | -         | 12    | 2     | 2     |
| 2022-2023             | AS Saint-Étienne (prêt) | Ligue 2               | 33          | 5           | 4           | -               | -               | -               | -                 | -                 | -                 | -                              | -                              | -                              | -                              | -         | -         | -         | 33    | 5     | 4     |
| 2023-2024             | AS Saint-Étienne        | Ligue 2               | 34          | 4           | 7           | 1               | 0               | 0               | -                 | -                 | -                 | -                              | -                              | -                              | -                              | 3         | 0         | 2         | 38    | 4     | 9     |
| 2024-2025             | AS Saint-Étienne        | Ligue 1               | 15          | 1           | 0           | 1               | 0               | 0               | -                 | -                 | -                 | -                              | -                              | -                              | -                              | -         | -         | -         | 16    | 1     | 0     |
| Sous-total            | Sous-total              | Sous-total            | 82          | 10          | 11          | 2               | 0               | 0               | -                 | -                 | -                 | -                              | -                              | -                              | -                              | 3         | 0         | 2         | 87    | 10    | 13    |
| 2024-2025             | Paris FC                | Ligue 2               | 11          | 4           | 2           | -               | -               | -               | -                 | -                 | -                 | -                              | -                              | -                              | -                              | -         | -         | -         | 11    | 4     | 2     |
| Total sur la carrière | Total sur la carrière   | Total sur la carrière | 192         | 28          | 25          | 6               | 2               | 1               | 4                 | 1                 | 0                 | -                              | 1                              | 0                              | 0                              | 3         | 0         | 2         | 206   | 31    | 28    |

## Palmarès

### En club
Avec le Stade de Reims, il est Champion de France de Ligue 2 en 2018 avant d'être vice-champion de Ligue 2 en 2025 avec le Paris FC.

### Distinctions personnelles
- Trophée UNFP du plus beau but de Ligue 2 de la saison 2022-2023[20]

## Vie personnelle
Mathieu Cafaro est d'origine italienne par son grand-père paternel.
Il est passionné par les courses hippiques et possède des chevaux.